# Quimioceptor
Un quimioceptor (quimioreceptor o quimiosensor) és un receptor sensorial que detecta la presència d'estímuls de naturalesa química i transmet als centres nerviosos la informació sobre la composició i les característiques d'aquestes substàncies.
És una cèl·lula receptora sensorial especialitzada que transdueix (respon) a una substància química (endògena o induïda) i genera un senyal biològic. Aquest senyal pot ser en forma d'un potencial d'acció si el chemoreceptor és una neurona (cèl·lula nerviosa), o en forma de neurotransmissor que pot activar una fibra nerviosa pròxima si el quimosensor és una cèl·lula receptora sensorial especialitzada, com en el cas del receptor de gust en un paladar de gust. o en un receptor intern perifèric com en el cas del cos caròtid (exemple en la quimioteràpia).
En termes més generals, un quimioceptor detecta productes químics tòxics o perillosos en l'ambient intern o extern del cos humà (per exemple en la quimioteràpia) i transmet aquesta informació al centre nerviós central, (i poques vegades el sistema nerviós perifèric), per tal d'expulsar del sistema biològicament actiu toxines de la sang i evitar el consum d'alcohol i/o altres intoxicants recreatius intoxicants.